# Bocal (récipient)
Pour les articles homonymes, voir Bocal.
« Bocaux » redirige ici. Pour l’article homophone, voir Boko.
Un bocal (pluriel : bocaux, de l'italien boccale) est un récipient, généralement en verre, à large ouverture, à col très court, pouvant être fermé hermétiquement. On l'appelle parfois un pot.

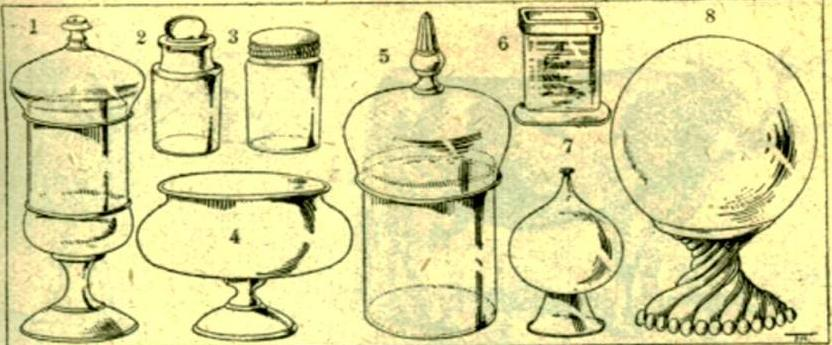
1 et 5 : bocaux pour conserve ; 2 : bocal avec bouchon de verre ; 3 : bocal fermé par une capsule métallique ; 4 : bocal ou aquarium à poisson ; 6 : bocal pour pièce anatomique ; 7 : bocal de graveur ; 8 : bocal à eau colorée, de pharmacien.

## Historique
Que ce soit pour le stockage ou pour transporter des aliments sur des marchés lointains, on a longtemps cherché le moyen de conserver aux aliments leurs propriétés gustatives et nutritives. De nombreux auteurs témoignent de la présence sur les marchés de nourritures rances, infestées ou pourries. 
À la fin du 18e siècle, le Français Nicolas Appert publia "Le livre de tous les ménages ou l'Art de conserver pendant plusieurs années toutes les substances animales ou végétales". Il présentait dans cet ouvrage un nouveau procédé consistant à mettre les aliments dans des bocaux de verre, fermés hermétiquement, que l'on faisait chauffer lentement. Cette invention n'eut qu'un succès limité car les joints laissaient quelquefois passer de l'air et des agents contaminants, provoquant des maladies chez les personnes qui ingéraient le contenu des bocaux.
En 1859, l'Américain John Landis Mason fit une avancée majeure et résolut le problème de l'étanchéité: il inventa un bocal de verre fileté sur sa partie supérieure et doté d'un couvercle métallique à pas de vis, dès lors parfaitement étanche et qui connut un grand succès. Manson fit breveter son invention, mais il vendit les droits pour une faible somme et termina sa vie pauvre et à moitié fou.

## Matière
Généralement en verre, le bocal peut être selon l’usage et l’époque ; en faïence, en grès ou en céramique. Parmi les avantages du verre, on peut noter la transparence permettant de voir son contenu et la possibilité de facilement désinfecter en chauffant à haute température.
Le couvercle de bocaux servant aux conserves comporte un joint de caoutchouc (généralement orange, voir photo ci-dessous). Il est relié au pot par un dispositif mécanique qui permet de le plaquer fermement sur l'orifice pour assurer l’étanchéité de la fermeture.

## Type de bocaux
La forme et la matière varient souvent en fonction du contenu.

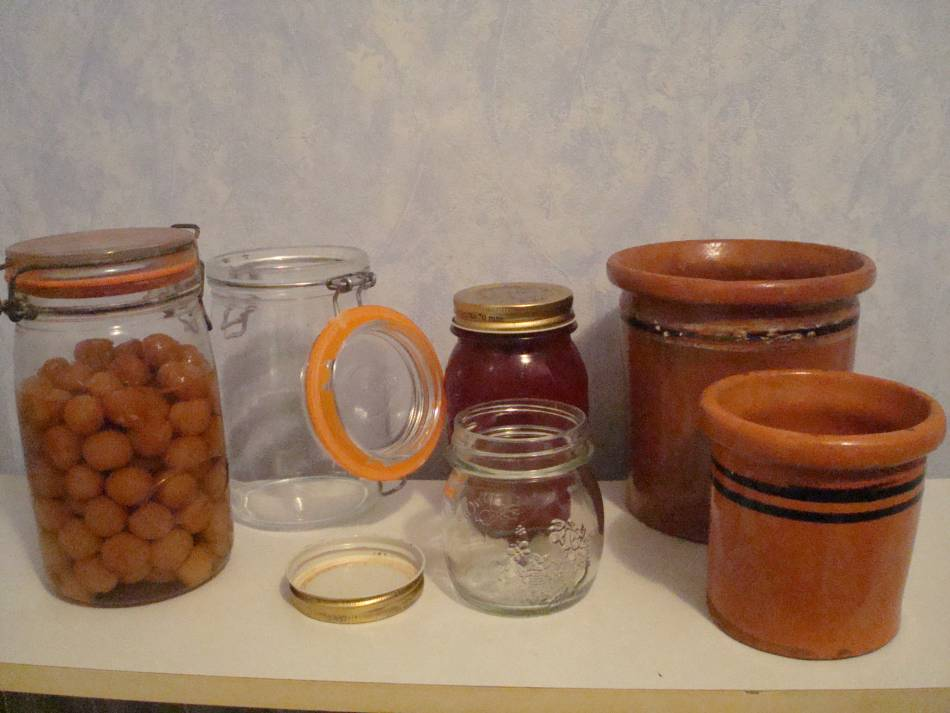
Bocaux à joint, à couvercle vissé et anciens bocaux de terre cuite.

- Bocaux à joint, à couvercle vissé et anciens bocaux de terre cuite. Conserve de fruits ou d’aliments cuisinés : bocal en verre fermé hermétiquement par un couvercle de verre et muni d’un joint en caoutchouc. Bocal de fruits à l’eau-de-vie (confiture de vieux garçon) ou au sirop. Bocal de cornichons et autres légumes, au vinaigre.
- Confiture : les premiers bocaux étaient en terre cuite, fermés par un morceau de tissu et une cordelette. Par la suite, le verre vint les remplacer, car plus facile à nettoyer et à stériliser. Ils sont en général fermés par un couvercle métallique vissé.
- Miel : identique au bocal à confiture, mais d'une contenance fixe, définie par les associations d'apiculteurs (le plus souvent 500 g et 1 kg).
- Pharmacie : aujourd’hui, les seuls bocaux de pharmacie que l’on trouve sont des objets de collection. Ils étaient en faïence, joliment décorés et portant une inscription en latin qui en désignait le contenu. Les plus récents que l’on trouve dans les pharmacies sont, en général, en verre transparent.
- De graveur : ce bocal de forme sphérique était rempli d’eau et, posé devant une fenêtre, faisait office de loupe pour accentuer l’éclairage et concentrer la lumière sur un seul point de la pièce qui était à graver. Cet objet est très recherché pour sa rareté et sa valeur d’antiquité. À ne pas confondre avec une tourie.

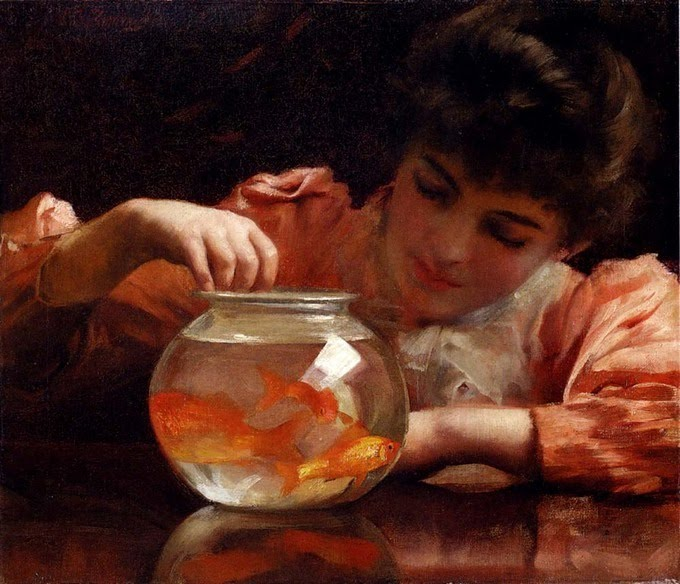
Bocal à poissons rouges, peinture (vers 1900) de Thomas Kennington.

- Bocal à poissons rouges, peinture (vers 1900) de Thomas Kennington. Aquarium : après le bocal à confiture, le bocal à poisson rouge est certainement le plus populaire. Toujours en usage pour un ou deux poissons de petite taille. Pour le bien-être animal, l'Italie a interdit les bocaux ronds où les poissons perdent tout repère[2],[3].
- Anatomie : utilisé dans les laboratoires, pour conserver des éléments anatomiques ou spécimens quelconques, et rempli de formol pour en assurer la conservation.

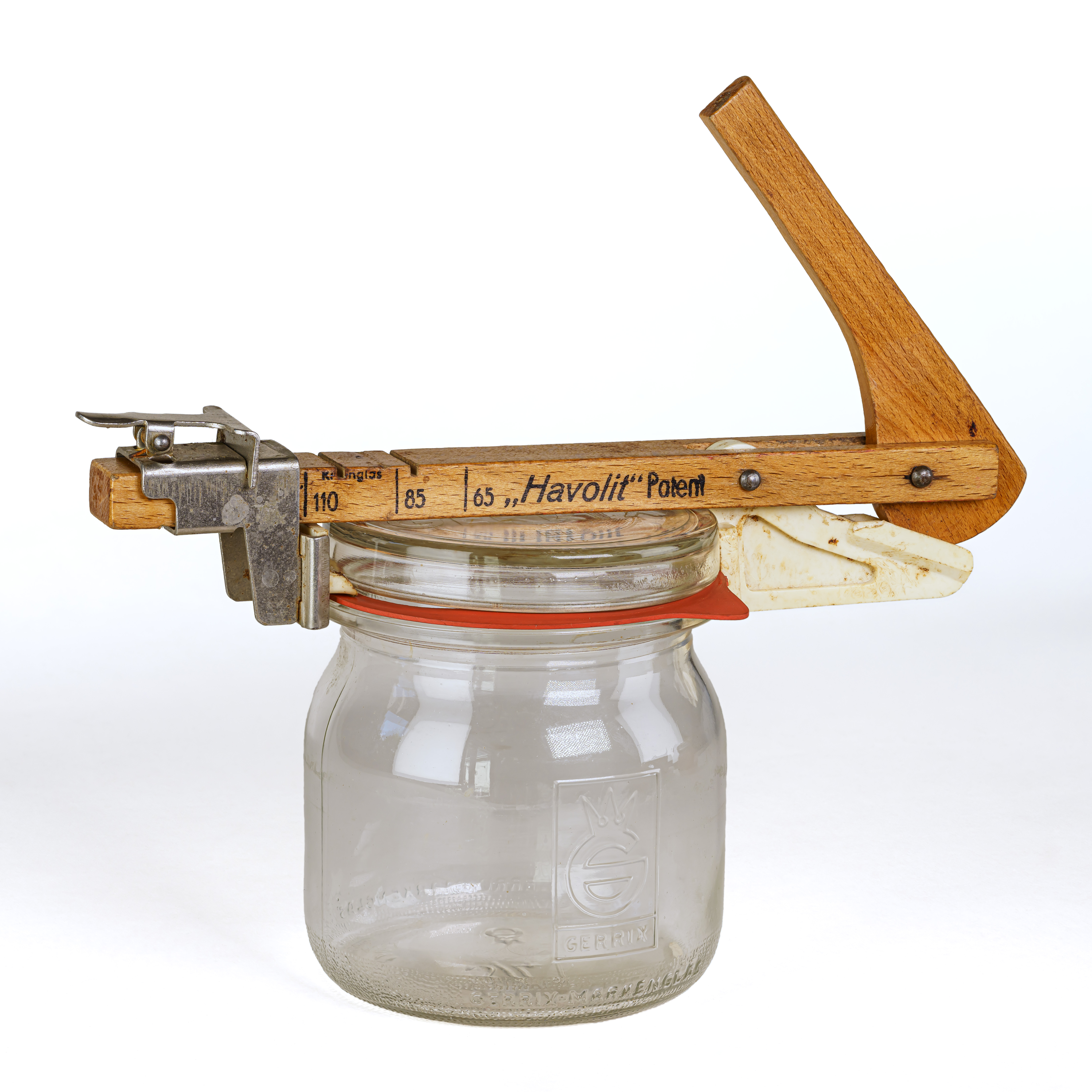
Système d'ouverture manuel d'un bocal hermétique.